# イギリス領ホンジュラス

イギリス領ホンジュラス
British Honduras (英語)

国歌: 
- God Save the Queen（英語）
女王陛下万歳（1837年 - 1901年、1952年 - 1981年）
- God Save the King（英語）
国王陛下万歳（1783年 - 1837年、1901年 - 1952年）

イギリス領ホンジュラスの位置

イギリス領ホンジュラス（イギリスりょうホンジュラス、英語: British Hondurasは、1783年から1964年の間中央アメリカの東岸、メキシコの南に存在したイギリスの直轄植民地である。1964年に自治権を獲得し、1973年にベリーズへと改名した。1981年にはイギリスから完全な独立を獲得した。また、イギリス領ホンジュラスはアメリカ大陸における最後のイギリス植民地であった。植民地は、スペインがイギリスにホンドとベリーズ川の間で丸太を切る権利を与えたヴェルサイユ条約から発展した。ロンドン条約によって、ベリーズ川とシブン川の間の領域を含むようにこの領域が拡大された。1862年、ホンジュラス湾のベリーズ開拓地はイギリス領ホンジュラスとされ、王室代表はジャマイカ総督に従属する副総督に昇格した。

## 歴史

### 脱植民地化とグアテマラとの国境紛争

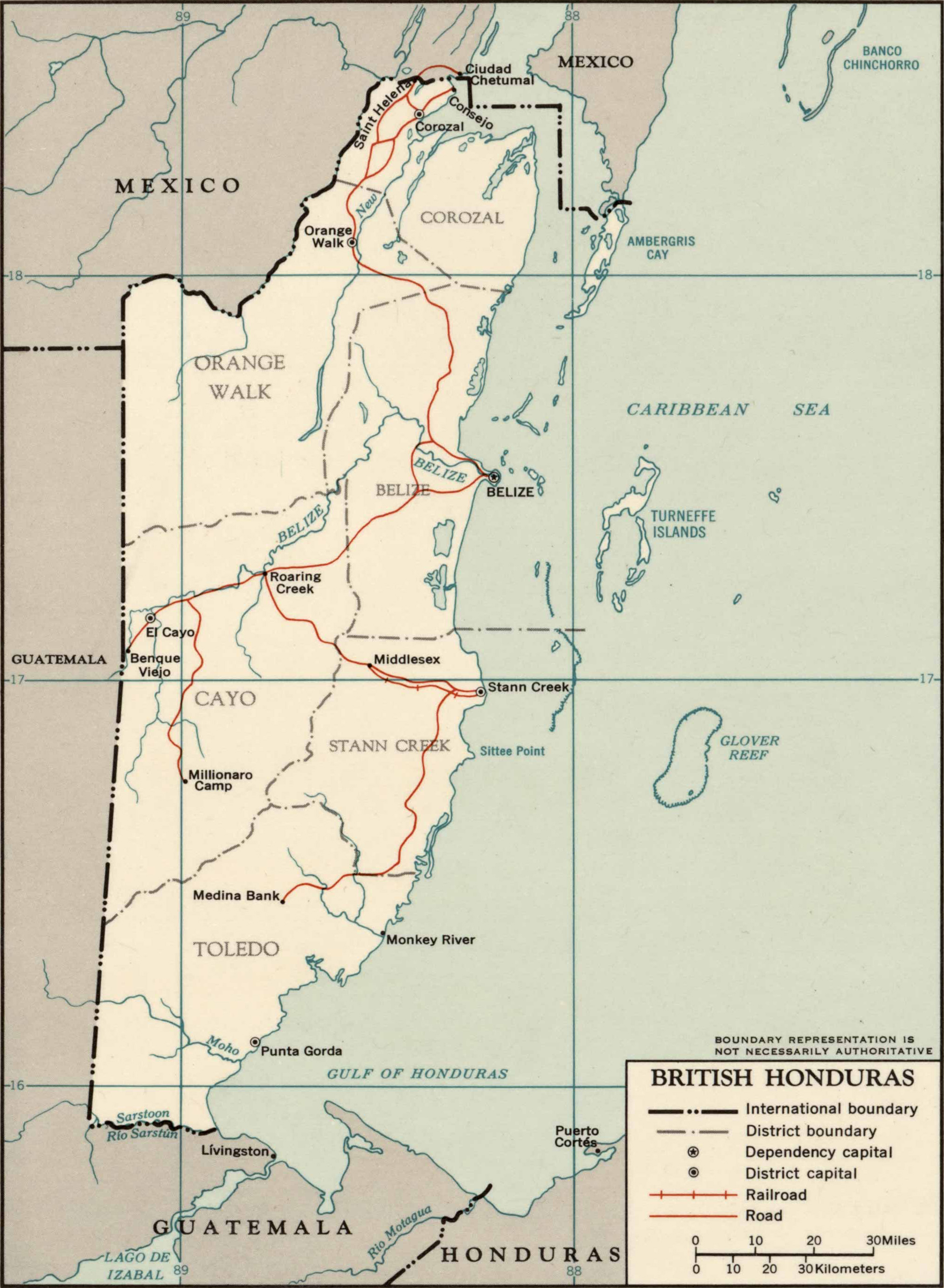
イギリス領ホンジュラスの地図（1965年）

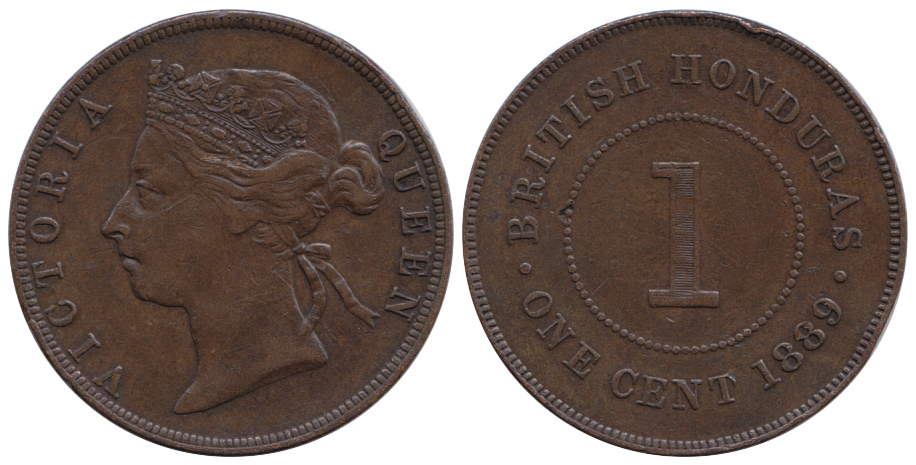
1セント 1889年

イギリス領ホンジュラスは、独立するのに2つの障害に直面した。1960年代初頭まで市民の自治に消極的だったイギリスと、長年にわたり全領土の領有権を強硬に主張してきたグアテマラである。1961年にイギリスは独立を認め、1964年からは国防、外交、国内安全保障、公務員の条件のみを統制するようになった。1973年6月1日、独立の期待から植民地の名前がベリーズに変更された。ベリーズの将来に関するイギリス・グアテマラ間の長期的な交渉が行き詰まったため、ベリーズ人は1975年以降独立に関する問題を解決するための国際社会の援助を求めるようになった。しかし、ベリーズが完全に独立した1981年以後も領土問題は解決されないままであった。
この領土問題は、18世紀の条約で、イギリスがスペインの主権主張を認め、イギリス人入植者がまばらで境界がはっきりしない地域を占拠し続けたことに端を発している。スペインの主権を確認した1786年のロンドン条約は再交渉されなかったが、スペインは1798年以降、この地域を取り戻そうとすることはなかった。グアテマラの最古の主張の中心は、1859年にイギリス・グアテマラ間で結ばれた条約であった。イギリスは、この条約はすでにイギリスの支配下にあった地域の境界を確定したに過ぎないと考え、また、グアテマラはこの条約はグアテマラからカリブ海沿岸への道路建設を含む一定の条件下でのみグアテマラが領有権を放棄することを述べたものである、と考えた。結局イギリスが道路を建設しなかったため、グアテマラは1884年に条約を破棄すると言ったが、その脅しを実行することはなかった。
この争いは、1930年代にホルヘ・ウビコ将軍の政府が、道路が建設されていないので条約は無効だと主張するまで忘れられていたようである。イギリスは、短命だった中央アメリカ連邦共和国（1821年-1839年）もグアテマラもこの地域で権威を行使したことはなく、19世紀にはイギリスの駐在に抗議したことさえなかったので、イギリス領ホンジュラスは明らかにイギリスの主権下にあると主張した。しかし、グアテマラは1945年の憲法で、イギリス領ホンジュラスがグアテマラの23番目の県であると述べた。1948年2月、グアテマラが侵攻し強制併合する恐れがあったため、イギリスはグロスタシャー連隊第2大隊から2隊を投入して対応した。

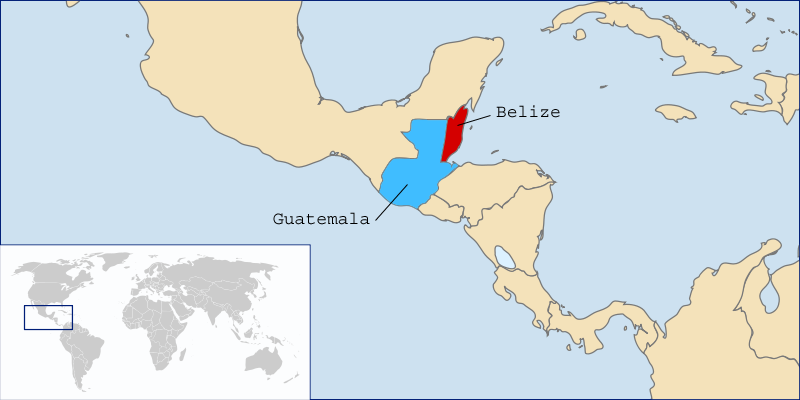
ベリーズとグアテマラ

1961年にイギリスとグアテマラは再び交渉を始めたが、イギリス領ホンジュラスの代表者はこの交渉で発言することはなかった。その結果、1965年にアメリカ大統領リンドン・ジョンソンが調停に応じ、グアテマラに国内安全保障、防衛、対外関係を含む分野で新たに独立した国を支配権を与える条約案を提示した。しかし、イギリス領ホンジュラスの全ての政党はこの提案を非難した。
1969年に始まった一連の会議は、グアテマラの侵攻の可能性をめぐって緊張が高まった1972年に突然終了した。1973年に話し合いが再開されたが、1975年に再び緊張が高まり中断した。1975年から1981年にかけて、ベリーズ政府とイギリス政府は、グアテマラの軍事政権の対応に不満を抱き、ジャマイカでのイギリス連邦政府首脳会議、ペルーでの非同盟運動大臣会議、国際連合の会議などの国際フォーラムで自決のための主張を述べ始めた。
非同盟運動の支援は不可欠であることを証明し、また国連での成功を保証した。ラテンアメリカ諸国は当初グアテマラを支持していたが、キューバ、メキシコ、パナマ、ニカラグアは後にベリーズ独立への明確な支持を表明した。1980年11月、グアテマラが完全に孤立した状態で、最終的に国連は1981年の次の会合の前に、ベリーズの全ての土地をベリーズの領土として独立を要求する決議を可決した。
最後の試みはベリーズ独立の前にグアテマラとの合意に達するために行われ、主張協定と呼ばれる提案は1981年3月11日に開始された。しかし、グアテマラ政府は協定の批准を拒否して交渉から離脱し、ベリーズではこれに反対して暴力的なデモが起こった。

## 経済
イギリス領ホンジュラスの経済は、主に林業が中心であった。当初は、染料に使われる丸太に焦点が置かれた。1770年代に丸太の価格が下落したため、マホガニーの伐採にシフトし、20世紀半ばまで経済の中心的な役割を果たすこととなった。マホガニーの伐採は労働集約型であったため、イギリスのカリブ海植民地を中心としたアフリカ人奴隷の輸入も大幅に増加した。非常に過酷な労働状態であったため、1765年から1820年までで4回の奴隷反乱が起こった。最終的に奴隷制は1838年に廃止された。植民地時代の税制度や貿易制限のために商業的農業の収益性が悪かったため、マホガニーの輸出が経済の中心として続けられた。1860年代に植民地当局が奨励策を講じた結果、南北戦争中とその後にアメリカ南部（特にルイジアナ）から多くのアメリカ人が流入することになった。アメリカ連合国のイギリス領ホンジュラスへの入植は、植民地に大規模な砂糖生産を導入し、それまで他の産業が失敗していたところでも採算が取れることを証明した。
経済の多様化が進まなかったことで、植民地はマホガニーの市況に大きく左右されることになった。1930年代の世界恐慌と、1931年に発生した破壊的なハリケーンによって、経済はさらに落ち込み、また、生活水準はすでに低かった。1914年以降、林業は第二次世界大戦中（1939年-1945年）を除き、衰退の一途をたどっていた。1950年代になるとようやく農業が経済の中心となり、1970年代には漁業が盛んになった。第二次世界大戦後の農地改革が、この経済拡大を後押しした。

## 人口統計
1790年の国勢調査によると、イギリス領ホンジュラスの人口の4分の3は「クリオーリョ」として知られる混血の人々であった。彼らは、かつて、そして今でもヨーロッパ人男性と奴隷化されたアフリカ人女性の生物学的子孫である、ベリーズ・クリオーリョの祖先である。ベリーズ・クリオーリョの元となったヨーロッパ人は、主にイギリス人、ポルトガル人、スペイン人、フランス人の男性で構成されていた。
1807年の奴隷貿易廃止、高死亡率、低出生率により、アフリカ系民族の人口は大幅に減少した。白人の割合は約10％を一貫して維持した。人口の最大部分はメスティーソで、現代のベリーズの約50％を占めている。マヤ人はまだベリーズに存在し、人口の約11％を占めている。
植民地の人口は、常にかなり少なかった。1790年には約4,000人で、1856年には2万人と推定された。そして1931年には5万人強、1946年には6万人弱に増えた。しかし、1970年には12万人弱と倍増した。1980年の独立前夜には、14万5千人を超えていた。

## さらに読む
- Jayne, Kingsley Garland (1911). "British Honduras" . Encyclopædia Britannica (英語). Vol. 4 (11th ed.). pp. 615–616.
- Charles Knight, ed. (1866). "British Honduras". English Cyclopaedia. Vol. 3: Geography. London: Bradbury, Evans, & Co. hdl:2027/nyp.33433000064802。